# Passer
 For alternative betydninger, se Passer (flertydig). (Se også artikler, som begynder med Passer)
En passer er et tegneredskab, der bruges til at tegne cirkler eller cirkelbuer.
En passer har to adskilte "ben". Afstanden mellem spidserne kan justeres så radius på cirklen ændres.
Nålen, som er placeret på spidsen af det ene ben, trykkes ned i papiret, mens det andet ben med en blyantsstift placeres på papiret og føres hele vejen omkring nålen. På den måde fås en fuldendt linje med konstant afstand til centrum; altså netop en cirkel. Til et passerbestik hørte især tidligere en ridsefjer, så man kunne tegne med tusch eller blæk. Der findes mange udformninger af passere, nogle er uden skrivestift og bruges til at udmåle afstande på et søkort. En stangpasser kan tegne ret store cirkler. Andre kan ridse en cirkel på et stykke metal.